# Theresa Cliff-Ryan

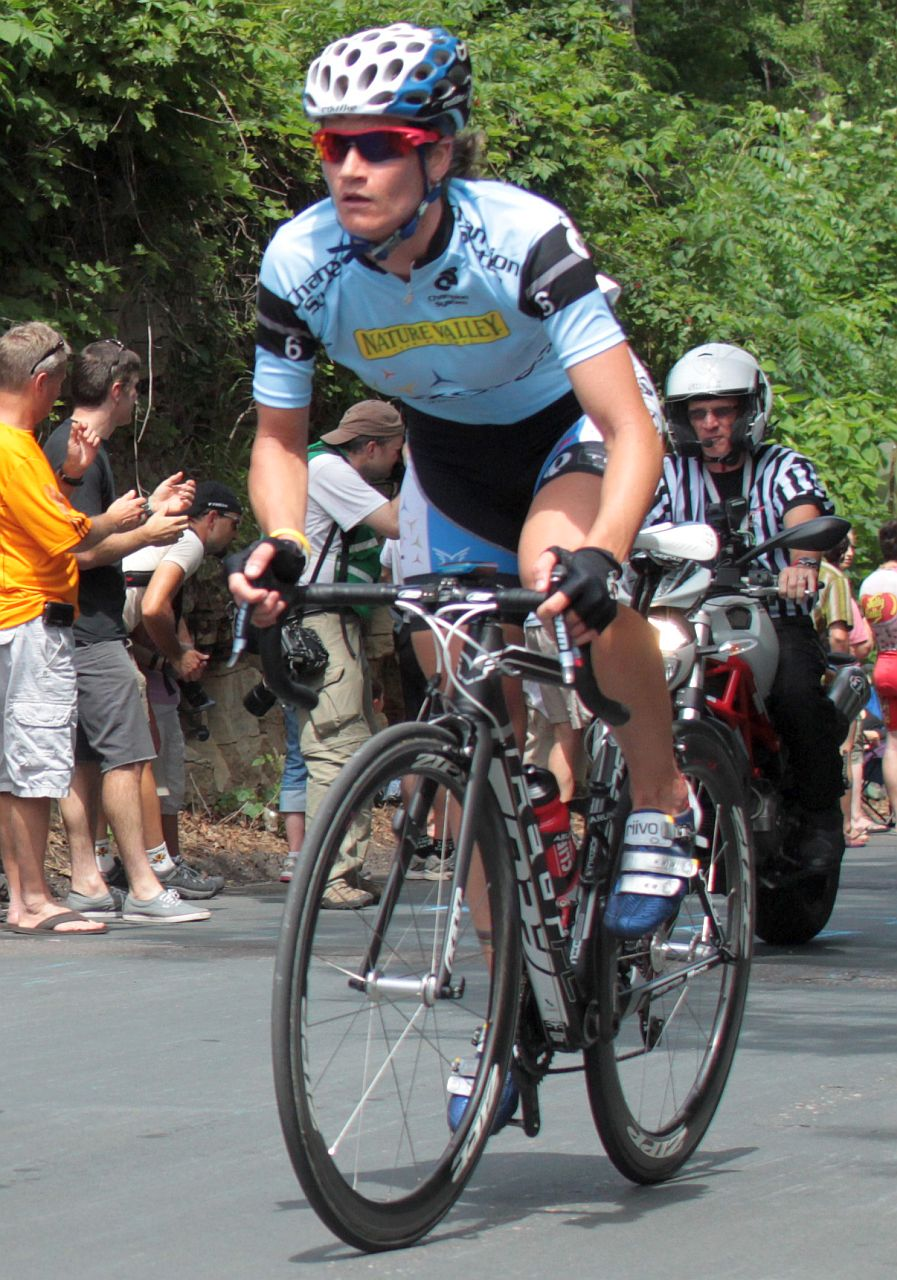
Theresa Cliff-Ryan

Theresa Marie Cliff-Ryan (* 19. Juni 1978 in Cedar Springs, Michigan) ist eine US-amerikanische Inline-Skaterin und Radrennfahrerin.
25 Jahre lang war Theresa Cliff-Ryan als Inline-Speedskaterin aktiv. Seit 1995 gewann sie bei Weltmeisterschaften zahlreiche Medaillen, darunter 25 goldene, und gilt als eine der erfolgreichsten Inline-Speedskaterinnen der Welt. 2005 trat sie vom Inline-Skating zurück und wandte sich dem Radsport zu.
2006 wurde Cliff-Ryan jeweils Dritte bei den US-amerikanischen Meisterschaften im Punktefahren und im Scratch. 2007 gewann sie die Tour of Somerville und wurde erneute Dritte im Scratch bei nationalen Bahn-Meisterschaften. 2008 gewann sie die Gesamtwertung des International Cycling Classic, nationale Vize-Meisterin im Kriterium sowie Dritte der Meisterschaft im Scratch. 2010 und 2011 gewann sie die Tour of Somerville erneut und  belegte 2011 zudem bei den Panamerikanischen Meisterschaften im Straßenrennen Rang drei.
Theresa Cliff-Ryan ist seit 2004 verheiratet mit dem australischen Inline-Skater Gary Ryan.